# 里德灵斯多夫
里德灵斯多夫是奥地利布尔根兰州上瓦特县的一个市镇。总面积16.13平方公里，总人口1633人，人口密度101.2人/平方公里（2001年）。